# Rainer Döring
Rainer Döring (* 11. November 1939 in Lüben; † 24. Oktober 2012) war ein deutscher Kommunalpolitiker (SPD) und Bürgermeister der Stadt Schwelm im Ennepe-Ruhr-Kreis.

## Leben
Als Kriegskind geflüchtet, kam Rainer Döring über Arnsberg nach Schwelm. Er war Lehrer, später Schulleiter an der städtischen Gemeinschaftsgrundschule Nordstadt und dann als Schulrat in Hagen tätig.
Nach seiner Tätigkeit als Bürgermeister zog Rainer Döring mit seiner Frau nach Ostfriesland, wo er bis zu seinem Tod lebte.

## Politik
Rainer Döring war viele Jahre Vorsitzender des Ortsvereins Schwelm. In dieser Zeit hat er den Ortsverein maßgeblich geprägt, seine Politik mitgestaltet und vertreten.
In den Jahren 1977 bis 1995 war Döring zunächst ehrenamtlicher und von 1995 bis 1999 hauptamtlicher Bürgermeister der Stadt Schwelm. Die Kommunalwahl im Jahr 1999 verlor er gegen seinen Herausforderer Jürgen Steinrücke (CDU). In seine Amtszeit fiel das 500-jährige Jubiläum der Stadt Schwelm.